# سوسكس (دجاج)
الدجاجة سوسكس تبيض بانتظام مستحسنة أيضا للحمها، تزن 3. 5 كلغ من أصل إنجليزي وريفي تتحمل نسبيا البرد نجدها أحيانا في لون أحمر داكن

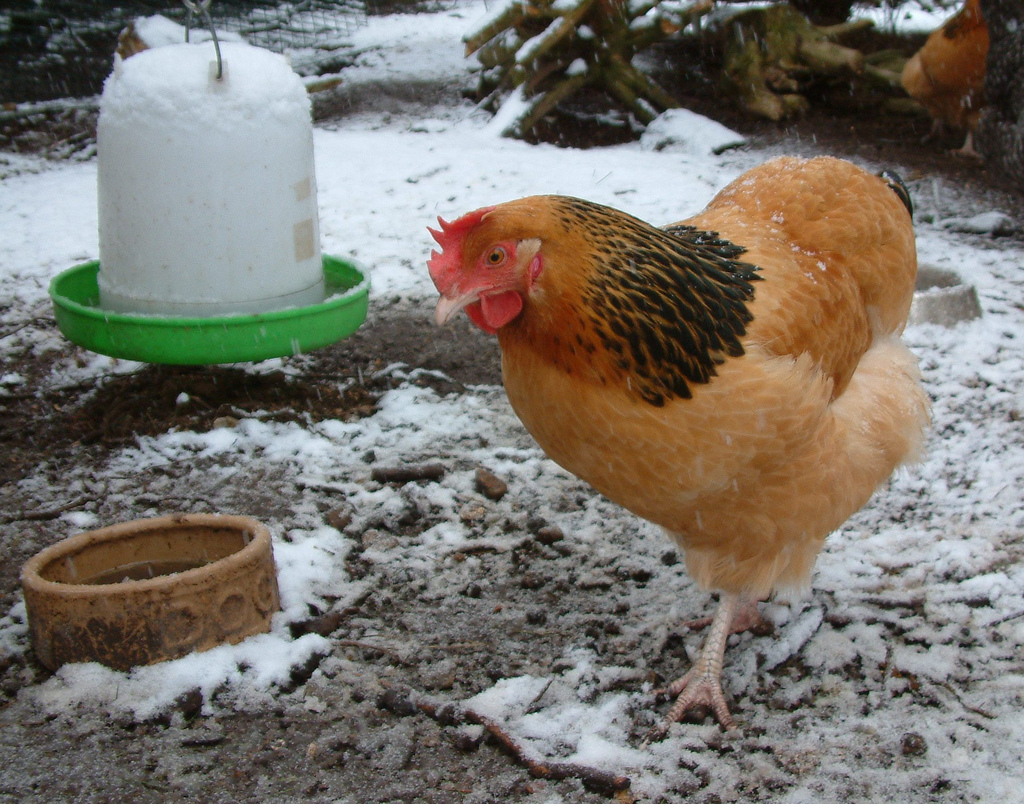
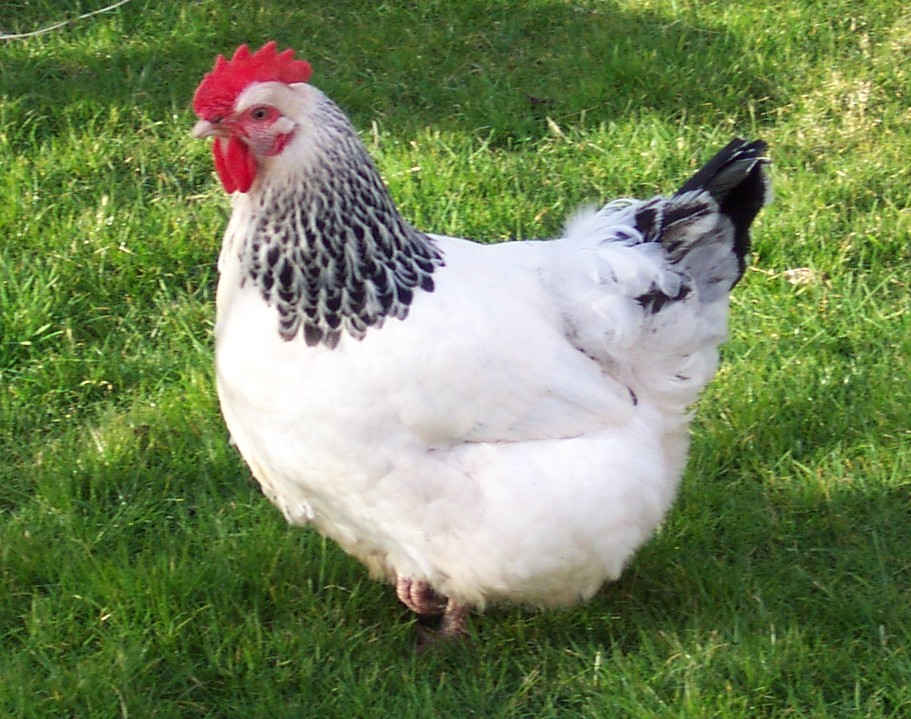

أو أبيض.